# Ksenija Trotovšek Brlek
Ksenija Trotovšek Brlek, slovenska violončelistka.
Deluje v orkestru SNG Opera in balet Ljubljana in kot profesorica volončela na Glasbeni šoli Ljubljana Moste Polje ter na glasbeni šoli Arsem v Ljubljani.
Za svoje delo je leta 2013 prejela nagrado Frana Gerbiča in leta 2014 nagrado za življenjsko delo na področju glasbenega šolstva.